# Афонино (Смоленская область)
Афонино — Деревня в Дорогобужском районе Смоленской области России. Входит в состав Ушаковского сельского поселения. 
Население — 1 житель (2007 год). 
Расположена в центральной части области в 27 км к юго-востоку от Дорогобужа, в 31 км восточнее автодороги Р137 Сафоново — Рославль, на берегу реки Артеша. В 36 км южнее от деревни находится железнодорожная станция О.п. 475-й км на линии Смоленск-Сухиничи. 

## История
В годы Великой Отечественной войны деревня была оккупирована гитлеровскими войсками в октябре 1941 года, освобождена в сентябре 1943 года.